# 四十三角形

正四十三角形

四十三角形（よんじゅうさんかくけい、よんじゅうさんかっけい、tetracontatrigon）は、多角形の一つで、43本の辺と43個の頂点を持つ図形である。内角の和は7380°、対角線の本数は860本である。

## 正四十三角形
正四十三角形においては、中心角と外角は8.372…°で、内角は171.627…°となる。一辺の長さが a の正四十三角形の面積 S は
{\displaystyle S={\frac {43}{4}}a^{2}\cot {\frac {\pi }{43}}\simeq 146.87685a^{2}}

### 正四十三角形の作図
正四十三角形は定規とコンパスによる作図が不可能な図形である。
正四十三角形は折紙により作図が不可能な図形である。